# GE U30C
GE U30C – ciężka sześcioosiowa lokomotywa spalinowa produkcji amerykańskiej, wyprodukowana w liczbie 600 sztuk przez General Electric Transportation Systems. Okazał się sukcesem i był kupowany przez firmy kolejowe w USA, które nie były w stanie nabyć nowoczesnych wówczas lokomotyw EMD SD40 i EMD SD40-2.
Wyprodukowano także 6 sztuk w wersji GE U30CG przeznaczonej do prowadzenia pociągów pasażerskich. 
Ze względu na zużycie, większość lokomotyw U30C zezłomowano w ostatnich latach, a tylko nieliczne zmodernizowano w ramach programu GE Super 7. 